# 大英烤焗大賽

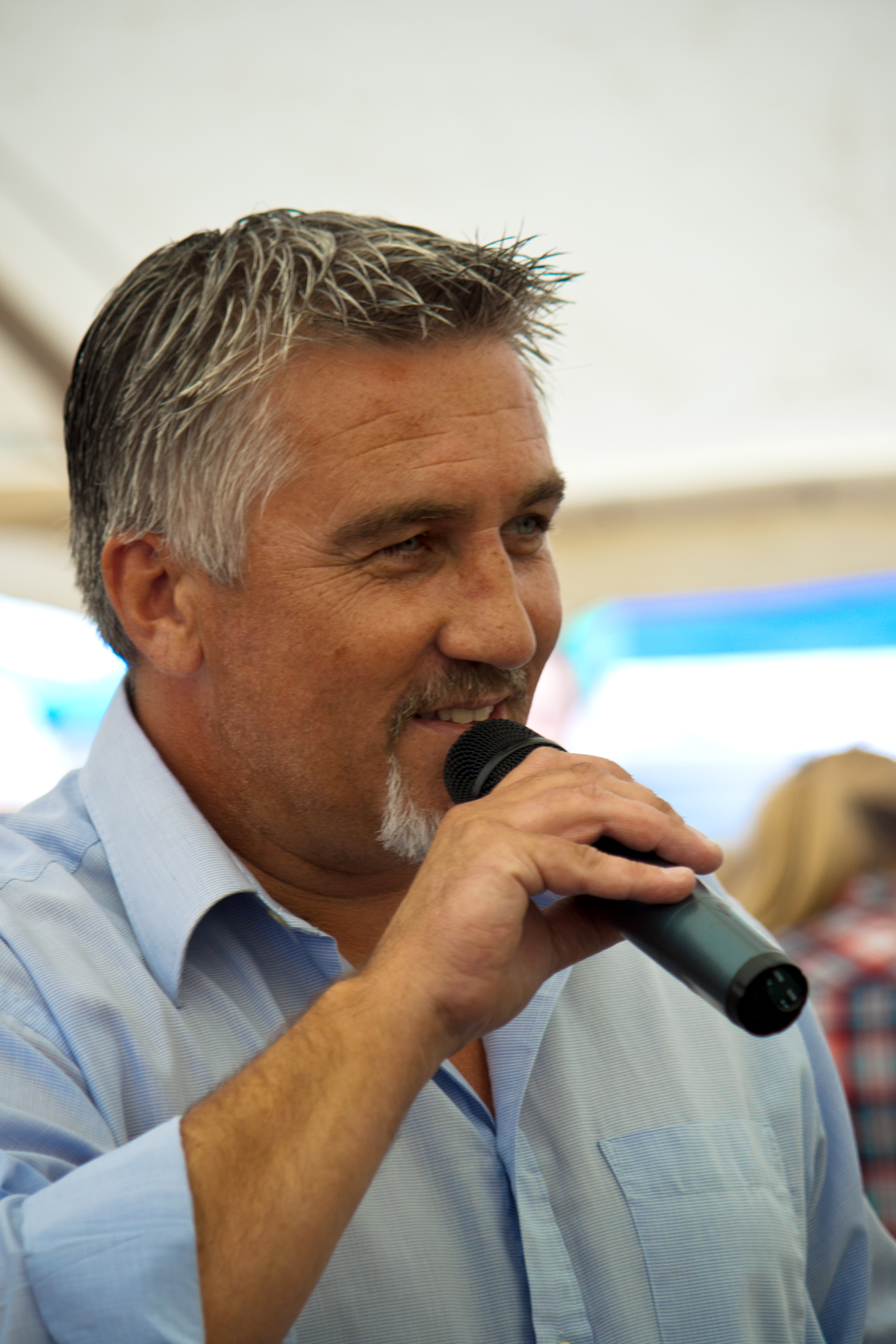
評判保羅·荷里活

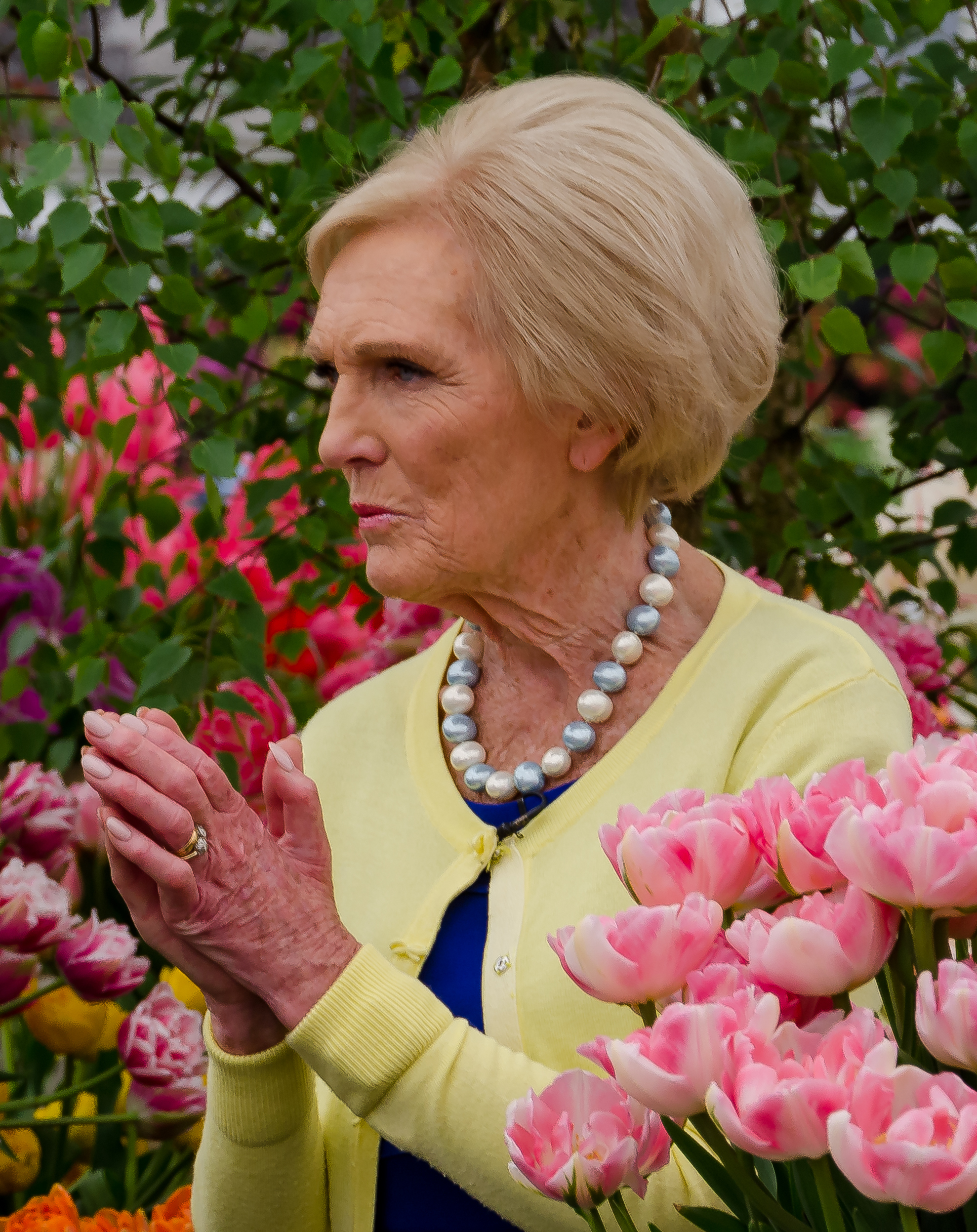
2012至16年（第一季至第七季）評判瑪莉·貝利

《大英烤焗大賽》（英語：The Great British Bake Off）是一系列由Love Productions製作以比拼烤焗西式點心、麵包和糕餅的真人秀節目，每集長1小時。自2010年起第一至第七季（每年1季）於英國廣播公司電視台播放，由飲食作家瑪莉·貝利及名廚保羅·荷里活擔任評判，喜劇藝員Mel Giedroyc和Sue Perkins擔任主持和旁述。自2017年第八季起為期3年的播放權由第四台競得，但裁判瑪莉·貝利和兩位原主持都沒有過擋而換上Prue Leith與保羅·荷里活擔任評判及Sandi Toksvig和Noel Fielding擔任新主持。節目已經播出了8季，收視屢創新高，更贏得英國電影和電視藝術學院電視獎的2012年和2013年最佳故事片，因此2014年播放的第五季由原本的英國廣播公司第二台改為收視更高的第一台播放。

在第十一季比賽時，為避免群聚造成COVID-19疫情的擴散，所以也因此有一些不同以往的措施。比如原訂拍攝時間在2020年4月至7月，12至13週每週末拍攝，但製作組縮短為六週內拍完。而且拍攝結束後參賽者和所有工作人員都必須進行自我隔離。

## 比賽方式
製作公司向全英國業餘廚師招募參賽者，經試鏡和面試篩選後申請者會被要求在鏡頭和評判面前烤焗兩種食品，最後選出十餘名正式參賽者每周集合到提供烹飪設備的帳篷進行比賽和攝影。每次比賽為時兩日進行3回合挑戰：第1回合是「特色挑戰」（signature challenge），參賽者各自製作切合主題的糕點；第2回合是「技術挑戰」（technical challenge），所有參賽者獲提供同一式食譜和材料以製作同一樣的作品，食譜由評判撰寫，但食譜會刻意遺漏部分重點如烤焗時間讓參賽者自行判斷；第3回合是「震撼挑戰」（showstopper challenge），參賽者的作品除了美味外還必須是外觀非常引人注目。除了技術挑戰的題材直到比賽當日保密外，其餘兩項挑戰都會讓參賽者預先知道題材以便他們設計和練習食譜。評判會在比賽期間觀察和提問參賽者的食譜，但技術挑戰回合則要求評判迴避比賽現場，技術挑戰的評分亦在評判不知道哪份作品誰屬下進行。
當3回合比賽完畢後，評判會按照3回合的表現決定誰要出局、誰獲得「星級烤焗師」（Star Baker）的殊榮。直至第四季為止一般每周都會淘汰和冠冕各1名參賽者，但有時會一次過淘汰兩名參賽者。當淘汰剩3名參賽者後就會進行決賽選拔優勝者。

## 評價和收視
大英烤焗大賽的第一季影評比較負面，衛報評論指比賽缺乏幽默感，每日電訊報批評主持人惹人討厭、評判保羅陰森無趣，但評論對第三季和第四季有較佳的評價。
2010年第一季於英國廣播公司第二台首播錄得剛過2百萬收視，足以躋身第二台該周收視十強，第一季隨後更累積達3百萬觀眾，準決賽和總決賽更成為第二台該周收視之冠。2011年第二季承接第一季收視穩步上升，高峰期每集有近4百萬人收看，決賽收視更達致頂點的510萬。2012年第三季開始擊倒同時段的其他電視節目收視，決賽周錄得平均收視為650萬及高峰時720萬。第四季決賽高峰收視達910萬，已經是第一台和英國ITV同時段收視的兩倍有多，這是自2002年英國引入新的收視統計系統以來第二台收視最高的節目，超越之前由《英國瘋狂汽車秀》創下的記錄，因此英國廣播公司決定第五季改由第一台播放。
英國的超級市場和百貨公司指大英烤焗大賽的播放帶挈了烤焗食材、器具和烹飪書的銷量，英國人比從前更有意欲下廚，新西餅店和烤焗興趣班如雨後春筍般開張，鼓勵女性下廚的英國婦女研究會指自1970年代創立以來多得節目的普及令其會員數錄得新高。

## 其他版本
由於大英烤焗大賽在英國取得成功令其他國家的電視台向製作公司取得授權製作自己語言版本的烤焗比賽，自2012至2013年間已經先後製作和上映了澳洲、波蘭、意大利、比利時、愛爾蘭、丹麥、挪威、瑞典、荷蘭、芬蘭、烏克蘭、法國、德國和美國版本，英國版的評判保羅·荷里活亦兼任了美國版的評判。
自2012年起英國的製作公司又邀請英國的藝員和運動員參與名為《大運動烤焗大賽》「The Great Sport Relief Bake Off」和《大搞笑烤焗大賽》「The Great Comic Relief Bake Off」的番外篇，目的是籌款資助貧窮國家的人民。